# Okres Stará Ľubovňa
Stará Ľubovňa is een district (Slowaaks: Okres) in de Slowaakse regio Prešov. De hoofdstad is Stará Ľubovňa. Het district bestaat uit 2 steden (Slowaaks: Mesto) en 42 gemeenten (Slowaaks: Obec).

## Steden
- Podolínec
- Stará Ľubovňa

## Lijst van gemeenten
| - Čirč - Ďurková - Forbasy - Hajtovka - Haligovce - Hniezdne - Hraničné - Hromoš - Chmeľnica - Jakubany - Jarabina - Kamienka - Kolačkov - Kremná | - Kyjov - Lacková - Legnava - Lesnica - Litmanová - Lomnička - Ľubotín - Malý Lipník - Matysová - Mníšek nad Popradom - Nižné Ružbachy - Nová Ľubovňa - Obručné - Orlov | - Plaveč - Plavnica - Pusté Pole - Ruská Voľa nad Popradom - Starina - Stráňany - Sulín - Šambron - Šarišské Jastrabie - Údol - Veľká Lesná - Veľký Lipník - Vislanka - Vyšné Ružbachy |

Okres Bardejov · Okres Humenné · Okres Kežmarok · Okres Levoča · Okres Medzilaborce · Okres Poprad · Okres Prešov · Okres Sabinov · Okres Snina · Okres Stará Ľubovňa · Okres Stropkov · Okres Svidník · Okres Vranov nad Topľou